# Dywizja Forteczna Szczecin
Dywizja Forteczna Szczecin, Dywizja Forteczna Stettin (niem. Festungs-Division Stettin) – jedna z niemieckich dywizji fortecznych. Utworzona w drugiej połowie marca 1945 roku w Szczecinie, gdy miasto ogłoszono twierdzą. Skapitulowała niedługo potem, bo już w kwietniu 1945 roku przed Armią Czerwoną. Podlegała XXXII Korpusowi Armijnemu ze składu 3 Armii Pancernej (Grupa Armii Wisła).

## Dowódcy
- gen. mjr Rudolf Höfer
- gen. mjr Ferdinand Brühl

## Skład
- 1 Pułk Forteczny Szczecin
- 2 Pułk Forteczny Szczecin
- 3 Pułk Forteczny Szczecin
- 4 Pułk Forteczny Szczecin
- 5 Pułk Forteczny Szczecin
- 58 Forteczny Batalion Karabinów Maszynowych
- Batalion Karabinów Maszynowych Szczecin A
- 3132 Pułk Artylerii Fortecznej
- VIII Forteczny Oddział Artylerii Przeciwpancernej
- Sztab 555 Pułku Pionierów Budowlanych